# Névoa
Núria Piferrer Anguelu (Barcelona, Cataluña, 7 de junio de 1971) conocida en la música como Névoa, es una actriz y cantante española de fados y canción de autor en lengua catalana y lengua portuguesa, principalmente.

## Trayectoria artística
Núria Piferrer cantó en el Orfeón Catalán entre 1985 y 1996. En 1998 se incorporó a la compañía Dagoll Dagom para la gira española del espectáculo Los Piratas de Arthur Sullivan. En 1999 entró a formar parte del grupo de música tradicional griega Vradiaki. La siguiente etapa, una vez ya iniciado el proyecto de Névoa, se caracteriza por una prolífica colaboración artística con el músico Eduard Iniesta, con el que trabajó en diversos proyectos musicales: Quatre de cors (1998), Hi ha quelcom que no va bé (2000), De viatges (2004) y Òmnibus (2004).
En 2006 estrenó dos espectáculos: Cançons de la República, con el guitarrista Mario Mas, y Creuats pels estrets (Música de la Mediterrània), con Toni Xuclà. En 2007 estrenó también dos espectáculos dirigidos por Jordi Prat i Coll: Frida en el mirall y Pensaments escrits al caure de les fulles, este último presentado en el Festival Temporada Alta (2007).
En 2011 participó como solista en el espectáculo Cançons d'amor i de mort (Poesía de Ausiàs March y música de Joan Díaz) acompañada por la Cobla Sant Jordi – Ciutat de Barcelona, estrenado en el Festival Portaferrada de San Feliu de Guíxols. Participó en los discos Suite Urbana del guitarrista Vicens Martín y +Declaracions de la pianista Clara Peya. En 2017, presentó un repertorio de fado tradicional acompañada de la "Orquestra Simfònica Julià Carbonell de les Terres de Lleida". En 2018 compuso, conjuntamente con el músico Vicenç Solsona, el fado "Redenção" para la serie Matadero dirigida por Jordi Frades para Diagonal TV-Antena 3 y escribió e interpretó el fado "Luto" en la película Elisa y Marcela, de Isabel Coixet.
Névoa participa en el Festival Barnasants 2024 con el concierto El poble és qui mana junto a las cantantes Rusó Sala, Alba Guerrero y Ana Rossi, evocando el espíritu de la Revolución de los Claveles portuguesa, espectáculo que es grabado en directo para su edición en disco.

## Discografía[8][9]
- 2001. Fados i Fades: Noite (Vasco de Lima Couto(Max), Distância (Névoa/Eduard Iniesta), Um homem na cidade (Zé Ary dos Santos/José Luis Tinoco), Não sou nada (Fernando Pessoa/Eduard Iniesta), Lágrima (Amália Rodrigues/Carlos Gonçalves), Namorados da cidade (Zé Ary dos Santos/Fernando Tordo), Triste sina (Jerónimo Bragança/Nobrega e Sousa), O curso da lua (Eduard Iniesta), Lisboa á noite (C. Dias/F. Santos), Uma casa portuguesa (A. Fonseca/R. Sequeira, V.M. Sequeira), Somni (Eduard Iniesta)

- 2003. Mar de fado: Bem sei (Fernando Pessoa/Eduard Iniesta), As ruas de Lisboa (Eduard Iniesta), Ilusão (Amália Rodrigues/Eduard Iniesta), Gaivota (Alain Oulman/Alexandre O'Neill), O cacilheiro (José Carlos Ary dos Santos/Paulo de Carvalho), Canção de Alcipe (Armando Rodrigues y Alfonso Correia Leite), Desejo (Névoa/Eduard Iniesta), Barco negro (David Mourão-Ferreira/Vaco Velho y Piratini), O meu destino (Névoa/Eduard Iniesta) Castanhas salgadas (Eduard Iniesta), Fado adivinha (José Saramago/Vitorino d'Almeida), Lisboa antiga (Raul Portela/José Galhardo y Amadeu do Vale), Um mar de fado (Névoa/Eduard Iniesta), Ilusão (instrumental) (Eduard Iniesta)

- 2004. Fado distraído (Columna Música): Rua do Capelão (Frederico Freitas/Julio Dantas), Fado português (José Regio/Alain Oulman), Fado barroco (Bach/Névoa), Previsões (Eduard Iniesta/Névoa), Desce a névoa (Eduard Iniesta/Fernando Pessoa), Fado de cada um (Frederico Freitas/Silva Tavares), O que tinha de ser (Vinícius de Moraes/Tom Jobim), Caixa de música (Mónica)(José Nunes), Fado Satie (Eric Satie/Névoa), Fado xadrez (Eduard Iniesta/Névoa), De mica en mica (Joan Manuel Serrat), Lía (José María Cano), Minhas mãos (Eduard Iniesta/Névoa)

- 2008. Entre les pedres i els peixos (Drac Sound).

- 2010. Névoa en directe (Taller de Músics). (CD "Estranya forma de vida" y DVD "Entre les pedres i els peixos"): Névoa homenajea a Amália Rodrigues en "Estranya forma de vida", un CD grabado en directo donde hace una aproximación jazzística a algunas de las piezas claves del repertorio de la gran artista portuguesa. Le acompañan músicos de jazz de la escena catalana: Vicenç Solsona, Guillermo Prats, Ramón Ángel Rey y Publio Delgado. El disco incorpora un DVD con un concierto, "Entre les pedres i els peixos" con un repertorio de fados tradicionales con poemas de autores catalanes, registrado en Macao (China).

- 2014. Orlando (Temps Record).

- 2014. Névoa+Vicenç Solsona Vol. 1 "The Jamboree sessions" (Quadrant Records).

- 2019. Névoa+Vicenç Solsona Vol. 2 "Consciència de classe" (Temps Record).

- 2021. Cançõns. Névoa & La Flama de Farners  (Rocket Music).

- 2024. Névoa+Vicenç Solsona Vol. 3 "Paraula d'Amália" (Temps Record).